# Paspanga (Kaya)
Pour les articles homonymes, voir Paspanga.
Paspanga est une localité située dans le département de Kaya de la province du Sanmatenga dans la région Centre-Nord au Burkina Faso.

## Géographie
Paspanga est situé à 6 km à l'ouest de Kalambaogo et à 10 km au nord-ouest du centre de Kaya, la principale ville de la région. Le village est à 4 km à l'est de la route nationale 15 reliant à Kaya à Kongoussi.

## Éducation et santé
Le centre de soins le plus proche de Paspanga est le centre de santé et de promotion sociale (CSPS) de Kalambaogo tandis que le centre hospitalier régional (CHR) se trouve à Kaya.